# Radar Imager for Mars Subsurface Experiment

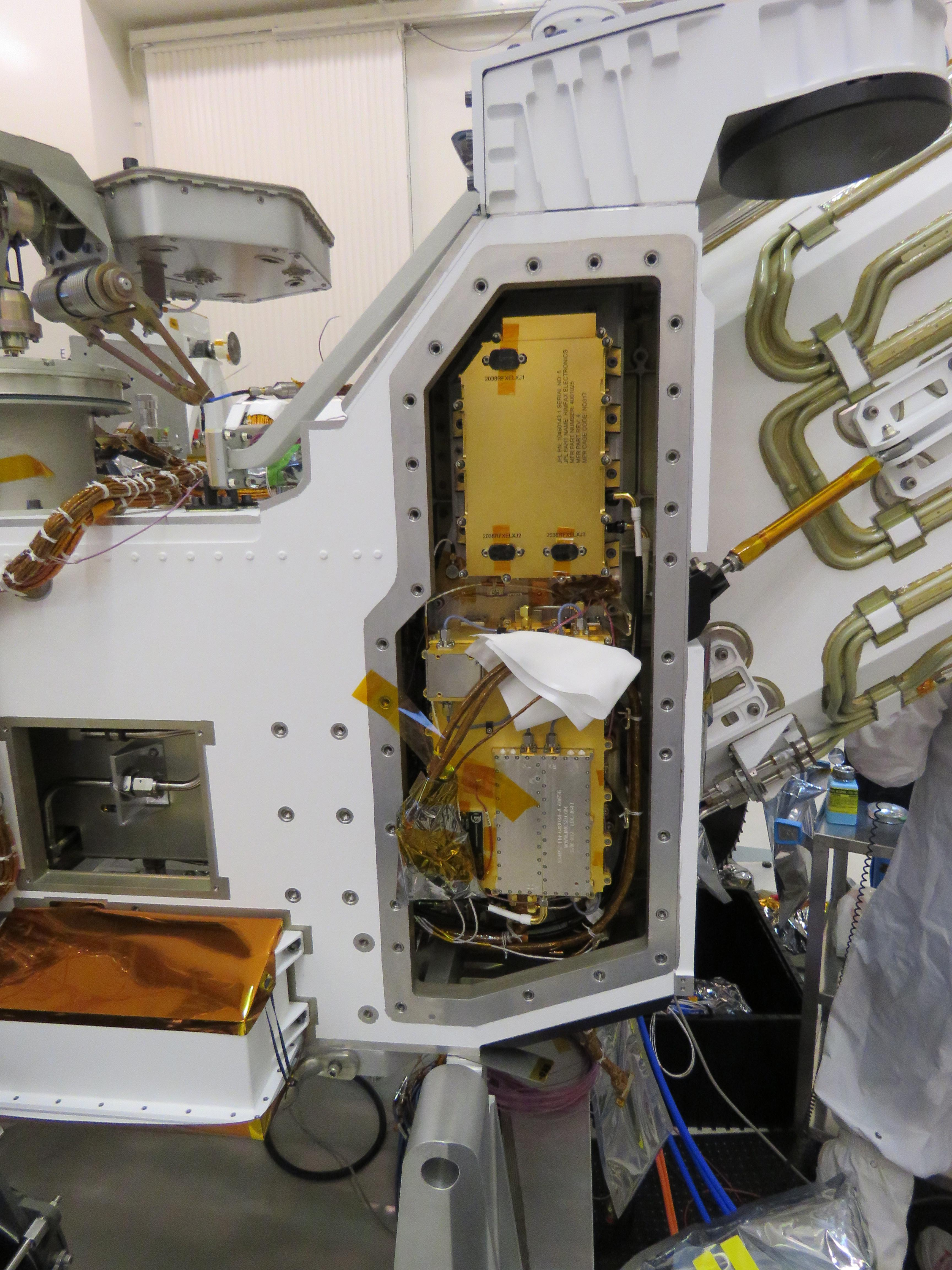
RIMFAX

El Radar Imager for Mars subs subsFAce eXperiment, por sus siglas en inglés RIMFAX, es un instrumento a bordo del Mars 2020 que utiliza ondas de radar para sondear el suelo debajo del rover.
Puede penetrar hasta 10 metros en el suelo marciano.
RIMFAX es un radar de penetración terrestre, su antena está ubicada en la parte inferior trasera del rover Perseverance. Podrá obtener imágenes de diferentes densidades del suelo, capas estructurales, rocas enterradas, meteoritos y detectar hielo de agua subterránea y salmuera salada a 10 m (33 pies) de profundidad.
Los radares de penetración en el suelo (GPR) envían ondas electromagnéticas de radiofrecuencia al suelo y luego detectan las señales reflejadas en función del tiempo para revelar la estructura y la composición del subsuelo. RIMFAX se basa en varios instrumentos GPR desarrollados en el Norwegian Defense Research Establishment (FFI). RIMFAX fue seleccionado por la NASA para ser uno de los instrumentos del rover Mars 2020 en julio de 2014. RIMFAX proporcionará al equipo científico la capacidad de evaluar las capas poco profundas y su relación estratigráfica con los afloramientos cercanos y, por lo tanto, una ventana a la historia geológica. e historia ambiental asociada.
El instrumento RIMFAX fue desarrollado y construido por FFI, y se entregó al Laboratorio de Propulsión a Chorro de la NASA para su integración con el rover en diciembre de 2018. El centro de operaciones de RIMFAX estará ubicado en la Universidad de California, Los Ángeles (UCLA) y el RIMFAX Los datos serán archivados por el Sistema de Datos Planetarios de la NASA. El investigador principal de RIMFAX es Svein-Erik Hamran de FFI, y su equipo incluye científicos de Noruega, Canadá y Estados Unidos.

## Objetivos
- Evaluar la profundidad y el alcance del regolito.[2]
- Detectar diferentes capas subsuperficiales y su relación con afloramientos superficiales visibles.[2]